# National Football League 2014
La stagione NFL 2014 è stata la 95ª stagione sportiva della National Football League, la massima lega professionistica statunitense di football americano. La stagione iniziò il 4 settembre 2014. La finale del campionato, il Super Bowl XLIX, si disputò il 1º febbraio 2015 allo University of Phoenix Stadium di Glendale, Arizona, e vide la vittoria dei New England Patriots, al loro quarto titolo, sui Seattle Seahawks campioni in carica per 28-24.

## Calendario
Il calendario della stagione regolare è stato pubblicato il 23 aprile 2014. Il Draft NFL 2014 si è tenuto dall'8 al 10 maggio a New York City.

## Stadi
- I San Francisco 49ers hanno fatto il loro debutto nell'appena costruito Levi's Stadium a Santa Clara[2].
- I Minnesota Vikings hanno disputato la prima di due stagioni consecutive nello stadio della University of Minnesota, il TCF Bank Stadium,  in attesa della costruzione del nuovo stadio sul sito dello Hubert H. Humphrey Metrodome.
- L'affitto da parte degli Oakland Raiders del O.Co Coliseum è scaduto dopo la stagione 2013. I Raiders tuttavia hanno continuato a disputarvi le proprie gare interne in questa stagione dopo che l'affitto è stato esteso di un anno per emergenza. Il futuro stadio della franchigia non è ancora stato definito.

## Uniformi
I Tampa Bay Buccaneers hanno svelato un nuovo logo e un nuovo casco il 20 febbraio 2014, oltre che delle nuove uniformi il 3 marzo.

## Stagione regolare
La stagione è iniziata giovedì 4 settembre 2014 con l'incontro fra i Seattle Seahawks, vincitori del Super Bowl XLVIII, ed i Green Bay Packers al CenturyLink Field di Seattle.  Gli accoppiamenti intraconference e interconference sono stati i seguenti:
Intraconference
- AFC East vs. AFC West
- AFC North vs. AFC South
- NFC East vs. NFC West
- NFC North vs. NFC South

Interconference
- AFC East vs. NFC North
- AFC North vs. NFC South
- AFC South vs. NFC East
- AFC West vs. NFC West

### Risultati della stagione regolare
- La qualificazione ai play-off è indicata in verde(tra parentesi il seed)

| AFC East                 |    |    |   |     |     |     |
| Squadra                  | V  | S  | P | PCT | PF  | PS  |
| (1) New England Patriots | 12 | 4  | 0 | 750 | 468 | 313 |
| Buffalo Bills            | 9  | 7  | 0 | 563 | 343 | 289 |
| Miami Dolphins           | 8  | 8  | 0 | 500 | 388 | 373 |
| New York Jets            | 4  | 12 | 0 | 250 | 283 | 401 |

| NFC East            |    |    |   |     |     |     |
| Squadra             | V  | S  | P | PCT | PF  | PS  |
| (3) Dallas Cowboys  | 12 | 4  | 0 | 750 | 467 | 352 |
| Philadelphia Eagles | 10 | 6  | 0 | 625 | 474 | 400 |
| New York Giants     | 6  | 10 | 0 | 375 | 380 | 400 |
| Washington Redskins | 4  | 12 | 0 | 250 | 301 | 438 |

| AFC North               |    |   |   |     |     |     |
| Squadra                 | V  | S | P | PCT | PF  | PS  |
| (3) Pittsburgh Steelers | 11 | 5 | 0 | 688 | 436 | 368 |
| (5) Cincinnati Bengals  | 10 | 5 | 1 | 656 | 365 | 344 |
| (6) Baltimore Ravens    | 10 | 6 | 0 | 625 | 409 | 302 |
| Cleveland Browns        | 7  | 9 | 0 | 438 | 299 | 337 |

| NFC North             |    |    |   |     |     |     |
| Squadra               | V  | S  | P | PCT | PF  | PS  |
| (2) Green Bay Packers | 12 | 4  | 0 | 750 | 486 | 348 |
| (6) Detroit Lions     | 11 | 5  | 0 | 688 | 321 | 282 |
| Minnesota Vikings     | 7  | 9  | 0 | 438 | 325 | 343 |
| Chicago Bears         | 5  | 11 | 0 | 313 | 319 | 442 |

| AFC South              |    |    |   |     |     |     |
| Squadra                | V  | S  | P | PCT | PF  | PS  |
| (4) Indianapolis Colts | 11 | 5  | 0 | 688 | 458 | 369 |
| Houston Texans         | 9  | 7  | 0 | 563 | 372 | 307 |
| Jacksonville Jaguars   | 3  | 13 | 0 | 188 | 249 | 412 |
| Tennessee Titans       | 2  | 14 | 0 | 125 | 254 | 438 |

| NFC South             |   |    |   |     |     |     |
| Squadra               | V | S  | P | PCT | PF  | PS  |
| (4) Carolina Panthers | 7 | 8  | 1 | 469 | 339 | 374 |
| New Orleans Saints    | 7 | 9  | 0 | 438 | 401 | 424 |
| Atlanta Falcons       | 6 | 10 | 0 | 375 | 381 | 417 |
| Tampa Bay Buccaneers  | 2 | 14 | 0 | 125 | 277 | 410 |

| AFC West           |    |    |   |     |     |     |
| Squadra            | V  | S  | P | PCT | PF  | PS  |
| (2) Denver Broncos | 12 | 4  | 0 | 750 | 482 | 354 |
| Kansas City Chiefs | 9  | 7  | 0 | 563 | 353 | 281 |
| San Diego Chargers | 9  | 7  | 0 | 563 | 348 | 348 |
| Oakland Raiders    | 3  | 13 | 0 | 188 | 253 | 452 |

| NFC West              |    |    |   |     |     |     |
| Squadra               | V  | S  | P | PCT | PF  | PS  |
| (1) Seattle Seahawks  | 12 | 4  | 0 | 750 | 394 | 254 |
| (5) Arizona Cardinals | 11 | 5  | 0 | 688 | 310 | 299 |
| San Francisco 49ers   | 8  | 8  | 0 | 500 | 306 | 340 |
| St. Louis Rams        | 6  | 10 | 0 | 375 | 324 | 354 |

spareggi
1. ↑  I Patriots hanno ottenuto seed 1 sui Broncos in base alla vittoria nello scontro diretto.
2. ↑  I Giants sono finiti davanti ai Falcons e ai Rams in base alle vittorie negli scontri diretti.
3. ↑  Gli Steelers hanno ottenuto seed 3 sui Colts in base alla vittoria nello scontro diretto.
4. ↑  I Texans sono finiti rispettivamente davanti ai Chiefs,ai Chargers e ai Bills in base al record di conference.
5. ↑  I Jaguars sono finiti davanti ai Raiders in base alle vittorie con gli stessi avversari (1-3 contro 0-5).
6. ↑  I Saints sono finiti davanti ai Vikings in base alla vittoria nello scontro diretto.
7. ↑  I Falcons sono finiti davanti ai Rams in base al record di conference.
8. ↑  I Chiefs sono finiti davanti ai Chargers in base al miglior risultato nella division (3–3 contro 2–4).
9. ↑  I Chargers sono finiti davanti ai Bills in base alla vittoria nello scontro diretto.
10. ↑  I Seahawks hanno ottenuto il seed 1 sui Packers e sui Cowboys in base al record di conference.
11. ↑  I Cardinals hanno ottenuto il seed 5 sui Lions in base alla vittoria nello scontro diretto.

## Play-off
I play-off sono iniziati il 3 gennaio 2015 con il Wild Card Weekend.Successivamente si sono disputati i Divisional Playoff il 10 e l'11 gennaio e i Conference Championship Game il 18 gennaio. Il Super Bowl XLIX si è disputato il 1º febbraio 2015 allo University of Phoenix Stadium di Glendale, Arizona.

### Seeding
| Seed | American Football Conference              | National Football Conference            |
| ---- | ----------------------------------------- | --------------------------------------- |
| 1    | New England Patriots (vincitori AFC East) | Seattle Seahawks (vincitori NFC West)   |
| 2    | Denver Broncos (vincitori AFC West)       | Green Bay Packers (vincitori NFC North) |
| 3    | Pittsburgh Steelers (vincitori AFC North) | Dallas Cowboys (vincitori NFC East)     |
| 4    | Indianapolis Colts (vincitori AFC South)  | Carolina Panthers (vincitori NFC South) |
| 5    | Cincinnati Bengals (Wild Card)            | Arizona Cardinals (Wild Card)           |
| 6    | Baltimore Ravens (Wild Card)              | Detroit Lions (Wild Card)               |

### Incontri
| Wild Card Game | Wild Card Game                      | Wild Card Game                      | Wild Card Game                      |    |              | Divisional Play-off            | Divisional Play-off                 | Divisional Play-off            |                                             |                                             | Conference Championship                     | Conference Championship | Conference Championship |  |  | Super Bowl XLIX | Super Bowl XLIX | Super Bowl XLIX | Super Bowl XLIX | Super Bowl XLIX |
|                |                                     |                                     |                                     |    |              |                                |                                     |                                |                                             |                                             |                                             |                         |                         |  |  |                 |                 |                 |                 |                 |
|                | 3 gennaio - Bank of America Stadium | 3 gennaio - Bank of America Stadium | 3 gennaio - Bank of America Stadium |    |              | 10 gennaio - CenturyLink Field | 10 gennaio - CenturyLink Field      | 10 gennaio - CenturyLink Field |                                             |                                             |                                             |                         |                         |  |  |                 |                 |                 |                 |                 |
|                | 3 gennaio - Bank of America Stadium | 3 gennaio - Bank of America Stadium | 3 gennaio - Bank of America Stadium |    |              | 10 gennaio - CenturyLink Field | 10 gennaio - CenturyLink Field      | 10 gennaio - CenturyLink Field |                                             |                                             |                                             |                         |                         |  |  |                 |                 |                 |                 |                 |
|                | 3 gennaio - Bank of America Stadium | 3 gennaio - Bank of America Stadium | 3 gennaio - Bank of America Stadium |    |              | 10 gennaio - CenturyLink Field | 10 gennaio - CenturyLink Field      | 10 gennaio - CenturyLink Field |                                             |                                             |                                             |                         |                         |  |  |                 |                 |                 |                 |                 |
|                | 3 gennaio - Bank of America Stadium | 3 gennaio - Bank of America Stadium | 3 gennaio - Bank of America Stadium |    |              | 10 gennaio - CenturyLink Field | 10 gennaio - CenturyLink Field      | 10 gennaio - CenturyLink Field |                                             |                                             |                                             |                         |                         |  |  |                 |                 |                 |                 |                 |
|                | 5                                   | Arizona                             | 16                                  |    |              | 10 gennaio - CenturyLink Field | 10 gennaio - CenturyLink Field      | 10 gennaio - CenturyLink Field |                                             |                                             |                                             |                         |                         |  |  |                 |                 |                 |                 |                 |
|                | 5                                   | Arizona                             | 16                                  | 4  | Carolina     | 17                             |                                     |                                |                                             |                                             |                                             |                         |                         |  |  |                 |                 |                 |                 |                 |
|                | 4                                   | Carolina                            | 27                                  | 4  | Carolina     | 17                             |                                     |                                | 18 gennaio - CenturyLink Field              | 18 gennaio - CenturyLink Field              | 18 gennaio - CenturyLink Field              |                         |                         |  |  |                 |                 |                 |                 |                 |
|                | 4                                   | Carolina                            | 27                                  | 1  | Seattle      | 31                             |                                     |                                | 18 gennaio - CenturyLink Field              | 18 gennaio - CenturyLink Field              | 18 gennaio - CenturyLink Field              |                         |                         |  |  |                 |                 |                 |                 |                 |
|                |                                     |                                     |                                     | 1  | Seattle      | 31                             |                                     |                                | 18 gennaio - CenturyLink Field              | 18 gennaio - CenturyLink Field              | 18 gennaio - CenturyLink Field              |                         |                         |  |  |                 |                 |                 |                 |                 |
|                |                                     |                                     |                                     |    |              |                                |                                     |                                | 18 gennaio - CenturyLink Field              | 18 gennaio - CenturyLink Field              | 18 gennaio - CenturyLink Field              |                         |                         |  |  |                 |                 |                 |                 |                 |
|                | 4 gennaio - AT&T Stadium            | 4 gennaio - AT&T Stadium            | 4 gennaio - AT&T Stadium            | 2  | Green Bay    | 22                             |                                     |                                |                                             |                                             |                                             |                         |                         |  |  |                 |                 |                 |                 |                 |
|                | 4 gennaio - AT&T Stadium            | 4 gennaio - AT&T Stadium            | 4 gennaio - AT&T Stadium            | 2  | Green Bay    | 22                             | 11 gennaio - Lambeau Field          |                                |                                             |                                             |                                             |                         |                         |  |  |                 |                 |                 |                 |                 |
|                | 4 gennaio - AT&T Stadium            | 4 gennaio - AT&T Stadium            | 4 gennaio - AT&T Stadium            |    | 1            | Seattle                        | 28                                  |                                |                                             |                                             |                                             |                         |                         |  |  |                 |                 |                 |                 |                 |
|                | 4 gennaio - AT&T Stadium            | 4 gennaio - AT&T Stadium            | 4 gennaio - AT&T Stadium            |    | 1            | Seattle                        | 28                                  |                                |                                             |                                             |                                             |                         |                         |  |  |                 |                 |                 |                 |                 |
|                | 6                                   | Detroit                             | 20                                  |    |              |                                |                                     |                                |                                             |                                             |                                             |                         |                         |  |  |                 |                 |                 |                 |                 |
|                | 6                                   | Detroit                             | 20                                  | 3  | Dallas       | 21                             |                                     |                                |                                             |                                             |                                             |                         |                         |  |  |                 |                 |                 |                 |                 |
|                | 3                                   | Dallas                              | 24                                  | 3  | Dallas       | 21                             |                                     |                                | 1º febbraio - University of Phoenix Stadium | 1º febbraio - University of Phoenix Stadium | 1º febbraio - University of Phoenix Stadium |                         |                         |  |  |                 |                 |                 |                 |                 |
|                | 3                                   | Dallas                              | 24                                  | 2  | Green Bay    | 26                             |                                     |                                | 1º febbraio - University of Phoenix Stadium | 1º febbraio - University of Phoenix Stadium | 1º febbraio - University of Phoenix Stadium |                         |                         |  |  |                 |                 |                 |                 |                 |
|                |                                     |                                     |                                     | 2  | Green Bay    | 26                             |                                     |                                |                                             | 1º febbraio - University of Phoenix Stadium | 1º febbraio - University of Phoenix Stadium |                         |                         |  |  |                 |                 |                 |                 |                 |
|                |                                     |                                     |                                     |    |              |                                |                                     |                                |                                             | 1º febbraio - University of Phoenix Stadium | 1º febbraio - University of Phoenix Stadium |                         |                         |  |  |                 |                 |                 |                 |                 |
|                | 3 gennaio - Heinz Field             | 3 gennaio - Heinz Field             | 3 gennaio - Heinz Field             | N1 | Seattle      | 24                             |                                     |                                |                                             |                                             |                                             |                         |                         |  |  |                 |                 |                 |                 |                 |
|                | 3 gennaio - Heinz Field             | 3 gennaio - Heinz Field             | 3 gennaio - Heinz Field             | N1 | Seattle      | 24                             | 10 gennaio - Gillette Stadium       |                                |                                             |                                             |                                             |                         |                         |  |  |                 |                 |                 |                 |                 |
|                | 3 gennaio - Heinz Field             | 3 gennaio - Heinz Field             | 3 gennaio - Heinz Field             |    | A1           | New England                    | 28                                  |                                |                                             |                                             |                                             |                         |                         |  |  |                 |                 |                 |                 |                 |
|                | 3 gennaio - Heinz Field             | 3 gennaio - Heinz Field             | 3 gennaio - Heinz Field             |    | A1           | New England                    | 28                                  |                                |                                             |                                             |                                             |                         |                         |  |  |                 |                 |                 |                 |                 |
|                | 6                                   | Baltimore                           | 30                                  |    |              |                                |                                     |                                |                                             |                                             |                                             |                         |                         |  |  |                 |                 |                 |                 |                 |
|                | 6                                   | Baltimore                           | 30                                  | 6  | Baltimore    | 31                             |                                     |                                |                                             |                                             |                                             |                         |                         |  |  |                 |                 |                 |                 |                 |
|                | 3                                   | Pittsburgh                          | 17                                  | 6  | Baltimore    | 31                             |                                     |                                | 18 gennaio - Gillette Stadium               | 18 gennaio - Gillette Stadium               | 18 gennaio - Gillette Stadium               |                         |                         |  |  |                 |                 |                 |                 |                 |
|                | 3                                   | Pittsburgh                          | 17                                  | 1  | New England  | 35                             |                                     |                                | 18 gennaio - Gillette Stadium               | 18 gennaio - Gillette Stadium               | 18 gennaio - Gillette Stadium               |                         |                         |  |  |                 |                 |                 |                 |                 |
|                |                                     |                                     |                                     | 1  | New England  | 35                             |                                     |                                | 18 gennaio - Gillette Stadium               | 18 gennaio - Gillette Stadium               | 18 gennaio - Gillette Stadium               |                         |                         |  |  |                 |                 |                 |                 |                 |
|                |                                     |                                     |                                     |    |              |                                |                                     |                                | 18 gennaio - Gillette Stadium               | 18 gennaio - Gillette Stadium               | 18 gennaio - Gillette Stadium               |                         |                         |  |  |                 |                 |                 |                 |                 |
|                | 4 gennaio - Lucas Oil Stadium       | 4 gennaio - Lucas Oil Stadium       | 4 gennaio - Lucas Oil Stadium       | 4  | Indianapolis | 7                              |                                     |                                |                                             |                                             |                                             |                         |                         |  |  |                 |                 |                 |                 |                 |
|                | 4 gennaio - Lucas Oil Stadium       | 4 gennaio - Lucas Oil Stadium       | 4 gennaio - Lucas Oil Stadium       | 4  | Indianapolis | 7                              | 11 gennaio - Sports Authority Field |                                |                                             |                                             |                                             |                         |                         |  |  |                 |                 |                 |                 |                 |
|                | 4 gennaio - Lucas Oil Stadium       | 4 gennaio - Lucas Oil Stadium       | 4 gennaio - Lucas Oil Stadium       |    | 1            | New England                    | 45                                  |                                |                                             |                                             |                                             |                         |                         |  |  |                 |                 |                 |                 |                 |
|                | 4 gennaio - Lucas Oil Stadium       | 4 gennaio - Lucas Oil Stadium       | 4 gennaio - Lucas Oil Stadium       |    | 1            | New England                    | 45                                  |                                |                                             |                                             |                                             |                         |                         |  |  |                 |                 |                 |                 |                 |
|                | 5                                   | Cincinnati                          | 10                                  |    |              |                                |                                     |                                |                                             |                                             |                                             |                         |                         |  |  |                 |                 |                 |                 |                 |
|                | 5                                   | Cincinnati                          | 10                                  | 4  | Indianapolis | 24                             |                                     |                                |                                             |                                             |                                             |                         |                         |  |  |                 |                 |                 |                 |                 |
|                | 4                                   | Indianapolis                        | 26                                  | 4  | Indianapolis | 24                             |                                     |                                |                                             |                                             |                                             |                         |                         |  |  |                 |                 |                 |                 |                 |
|                | 4                                   | Indianapolis                        | 26                                  | 2  | Denver       | 13                             |                                     |                                |                                             |                                             |                                             |                         |                         |  |  |                 |                 |                 |                 |                 |

### Vincitore
| Vincitori del Super Bowl XLIX New England Patriots 4º titolo |

## Record e traguardi
Settimana 1
- Con la vittoria dei Broncos sui Colts, Peyton Manning guadagnò una vittoria contro tutte le 32 franchigie della NFL. Si unì a Brett Favre come unico altro quarterback a compiere questa impresa.[4]
- Il rookie non scelto nel Draft Allen Hurns, Jaguars, divenne il primo giocatore della storia della NFL a segnare due touchdown nel primo quarto della sua prima partita.[5]
- Nella settimana 1, i quarterback completarono il 64,3% dei loro passaggi, un record NFL.[6]

Settimana 2
- Con una vittoria sui Minnesota Vikings, l'allenatore dei Patriots Bill Belichick divenne il sesto allenatore della storia a raggiungere 200 vittorie nella stagione regolare.[7]
- Con la seconda vittoria in rimonta consecutiva, i Philadelphia Eagles divenne la prima squadra della storia della NFL a iniziare con un record di 2–0 dopo essere stata in svantaggio di almeno 14 punti in entrambe le prime due partite.

Settimana 3
- Con un punt ritornato in touchdown nel secondo quarto contro i Buccaneers, il kick returner dei Falcons Devin Hester stabilì un record NFL col suo ventesimo ritorno totale in touchdown. Hester era alla pari con l'ex Falcon Deion Sanders e stabilì il primato contro il suo ex allenatore Lovie Smith.[8]
- Con la terza vittoria in rimonta consecutiva, gli Eagles divennero la prima squadra della NFL a iniziare la stagione sul 3–0 dopo essere stati in svantaggio di almeno dieci punti in ogni partita.[9]
- Peyton Manning lanciò il suo 100º passaggio da touchdown nella sua trentacinquesima gara coi Broncos, divenendo il più rapido quarterback della storia a compiere quell'impresa con una singola squadra, superando il precedente record di Dan Marino di 44 gare.[10]

Settimana 4
- I Green Bay Packers divennero la seconda squadra della storia a vincere 700 partite di stagione regolare, battendo i Chicago Bears. Gli stessi Bears erano l'unica altra squadra ad avere già tagliato questo traguardo.[11]
- La gara tra Bears e Packers fu solamente la seconda della storia della stagione regolare dove non fu calciato alcun punt. L'altra si era svolta il 13 settembre 1992 quando i Buffalo Bills affrontarono i San Francisco 49ers. Anche nei playoff vi era stata una gara senza punt: l'11 gennaio 2004 tra Kansas City Chiefs e Indianapolis Colts.[11]
- Il quarterback dei Colts Andrew Luck divenne il primo giocatore della storia della NFL a lanciare oltre 370 yard, 4 touchdown ed avere almeno il 70% di passaggi completati in due gare consecutive.[12]

Settimana 5
- I Cleveland Browns rimontarono uno svantaggio di 28–3 andando a vincere 29–28 contro i Tennessee in quella che fu la più grande rimonta in trasferta della storia della NFL.[13]
- Peyton Manning lanciò quattro touchdown contro i Cardinals diventando il secondo quarterback della storia a passare 500 touchdown in carriera. L'altro è Brett Favre.[13]
- Jason Witten divenne il terzo tight end della storia a ricevere 10.000 yard in carriera, raggiungendo Shannon Sharpe e Tony Gonzalez.[13]
- Tom Brady divenne il sesto quarterback della storia a passare 50.000 yard in carriera, unendosi a Brett Favre, Peyton Manning, Dan Marino, Drew Brees e John Elway.[14]
- Russell Wilson stabilì il record di yard corse da un quarterback nel Monday Night Football con 122 yard contro i Washington Redskins.[15]
- Nessuna squadra partì con un record di 4–0. Fu solamente la terza volta che ciò accadde nell'era moderna; le altre furono nel 1970 e nel 2010.[16]

Settimana 6
- I Chicago Bears divennero la prima franchigia a raggiungere le 750 vittorie totali con quella sugli Atlanta Falcons.[17]
- DeMarco Murray divenne il secondo giocatore della storia della NFL a correre almeno cento yard in ognuna delle prime sei gare della stagione, raggiungendo l'Hall of Famer Jim Brown.[17]
- Julius Thomas, con il suo nono touchdown su ricezione nella quinta partita della sua squadra, pareggiò il record NFL stabilito da Calvin Johnson nel 2011.[18]
- Con un passer rating sopra il 120 per la quinta gara consecutiva, Philip Rivers stabilì un nuovo record NFL. Superò il vecchio primato di quattro stabilito da Johnny Unitas nel 1965 e Kurt Warner nel 2009.[18]
- La gara numero 700 della storia del Monday Night Football fu quella in cui i San Francisco 49ers superarono i St. Louis Rams 31–17.[19]
- I Carolina Panthers pareggiarono la prima gara della storia della franchigia.

Settimana 7
- Peyton Manning divenne il leader di tutti i tempi per passaggi da touchdown in carriera quando trovò Demaryius Thomas nel secondo quarto contro i San Francisco 49ers. Il suo 509º passaggio da TD superò il record di Brett Favre.[20]
- DeMarco Murray corse nuovamente per oltre cento yard, divenendo il primo giocatore della storia a farlo nelle prime sette settimane della stagione, superando il primato di Jim Brown.[21]
- Reggie Wayne divenne il nono giocatore della storia della NFL a raggiungere le 14.000 yard ricevute in carriera.[21]
- Jamaal Charles divenne il leader di tutti i tempi dei Kansas City Chiefs con 6.113 yard corse in carriera. Il primato precedente apparteneva a Priest Holmes con 6.070.[21]
- Russell Wilson divenne il primo giocatore della storia della NFL a passare oltre 300 yard e correre oltre 100 yard nella stessa partita.[22]

Settimana 8
- Ben Roethlisberger divenne il primo giocatore della storia a passare 500 yard in due diverse occasioni. Roethlisberger passò 522 yard (quarto risultato di tutti i tempi alla pari con Boomer Esiason) contro gli Indianapolis Colts. In precedenza aveva passato 503 yard contro i Green Bay Packers il 20 dicembre 2009.[23]

Settimana 9
- Ben Roethlisberger fu il primo giocatore della storia della NFL a passare sei touchdown in due gare consecutive. Ne aveva lanciati sei la settimana precedente contro i Colts e altri sei in questo turno contro i Baltimore Ravens.[24]
- I Denver Broncos segnarono 21 punti questa settimana: fu la ventinovesima gara della stagione regolare consecutiva in cui ne fecero registrare almeno 20. In questo modo superarono il record stabilito dai St. Louis Rams nelle stagioni 1999-2000.[24]

Settimana 10
- Michael Vick divenne il primo quarterback della storia della NFL a correre 6.000 yard in carriera dopo averne guadagnate 32 contro gli Steelers.[25]
- Julius Thomas divenne il primo tight end nella storia a fare registrare due stagioni consecutive con almeno 12 touchdown; inoltre pareggiò il record NFL per il maggior numero di touchdown su ricezione nelle prime nove gare con 12, il primo a riuscirvi da Randy Moss nel 2007.[26]

Settimana 11
- Gli Oakland Raiders furono la prima squadra ad essere eliminata ufficialmente dalla contesa per i plaoyff, divenendo la più veloce squadra ad uscirvi dai Dolphins del 2004.[27]
- Adam Vinatieri divenne il primo giocatore della storia della NFL a segnare più di 100 punti in 17 diverse stagioni, superando il record che condivideva con Jason Elam.[28]

Settimana 12
- Gli Atlanta Falcons furono la prima squadra della storia della NFL a guidare la propria division pur sotto di tre gare sotto il 50% di vittorie (4-7)[29]

Settimana 14
- Con 185 yard corse e 50 yard ricevute, il running back degli Steelers Le'Veon Bell divenne il secondo giocatore della storia, dopo Walter Payton nel 1977, a disputare tre gare consecutive con oltre 200 yard guadagnate dalla linea di scrimmage[30].

Settimana 15
- I Denver Broncos vinsero la dodicesima gara consecutiva in trasferta contro un avversario della propria division, pareggiando il record NFL stabilito dai San Francisco 49ers nel periodo 1987–90;[31] John Fox divenne il secondo allenatore nella storia della NFL a vincere quattro titoli di division nelle prime quattro stagioni con una squadra, raggiungendo Chuck Knox.[32]
- I New England Patriots stabilirono un record battendo per la quattordicesima stagione consecutiva almeno una volta tutti gli avversari di division. Il precedente primato era stato stabilito dai Dallas Cowboys nel periodo 1971–83.[33]

Settimana 16
- Andre Johnson dei Texans divenne il secondo giocatore più veloce della storia a raggiungere le mille ricezioni in carriera, dietro solo a Marvin Harrison dei Colts.
- Russell Wilson divenne il primo giocatore della storia a giocare più di una partita con 300 yard passate e 85 yard corse.

Settimana 17
- Antonio Gates divenne il quarto tight end della storia della lega a raggiungere le 10.000 yard ricevute in carriera, unendosi a Tony Gonzalez, Jason Witten e Shannon Sharpe.[34]
- Lamar Miller divenne il quarto giocatore della storia a segnare un touchdown dopo più di 96 yard corse[35] Il suo TD da 97 yard fu la giocata più lunga della lega nella stagione 2014.

## Cambi di allenatore
Prima della stagione
| Anno                 | Allenatore 2013 (all'inizio della stagione) | Allenatore 2013 ad interim | Ragione       | Sostituto 2014 |
| -------------------- | ------------------------------------------- | -------------------------- | ------------- | -------------- |
| Houston Texans       | Gary Kubiak                                 | Wade Phillips              | Licenziamento | Bill O'Brien   |
| Cleveland Browns     | Rob Chudzinski                              | Rob Chudzinski             | Licenziamento | Mike Pettine   |
| Detroit Lions        | Jim Schwartz                                | Jim Schwartz               | Licenziamento | Jim Caldwell   |
| Minnesota Vikings    | Leslie Frazier                              | Leslie Frazier             | Licenziamento | Mike Zimmer    |
| Tampa Bay Buccaneers | Greg Schiano                                | Greg Schiano               | Licenziamento | Lovie Smith    |
| Tennessee Titans     | Mike Munchak                                | Mike Munchak               | Licenziamento | Ken Whisenhunt |
| Washington Redskins  | Mike Shanahan                               | Mike Shanahan              | Licenziamento | Jay Gruden     |

Durante la stagione
| Squadra         | Allenatore 2014 | Ragione       | Allenatore ad interim |
| --------------- | --------------- | ------------- | --------------------- |
| Oakland Raiders | Dennis Allen    | Licenziamento | Tony Sparano          |

## Leader della lega
| Categoria              | Giocatore                                   | N.             |
| Yard passate           | Drew Brees (NO) e Ben Roethlisberger (PIT)  | 4.952 yard     |
| Touchdown passati      | Andrew Luck (IND)                           | 40             |
| Yard corse             | DeMarco Murray (DAL)                        | 1.845 yard     |
| Touchdown su corsa     | Marshawn Lynch (SEA) e DeMarco Murray (DAL) | 13             |
| Ricezioni              | Antonio Brown (PIT)                         | 129            |
| Yard ricevute          | Antonio Brown (PIT)                         | 1.698 yard     |
| Touchdown su ricezione | Dez Bryant (DAL)                            | 16             |
| Touchdown totali       | Marshawn Lynch (SEA)                        | 17             |
| Tackle totali          | Luke Kuechly (CAR)                          | 153            |
| Sack                   | Justin Houston (KC)                         | 22,0           |
| Intercetti             | Glover Quin (DET)                           | 7              |
| Fumble forzati         | Ryan Kerrigan (WAS) e Robert Quinn (STL)    | 6              |
| Fumble recuperati      | J.J. Watt (HOU)                             | 5              |
| Safety                 | Junior Galette (NO)                         | 2 (record NFL) |

## Premi

### Premi stagionali

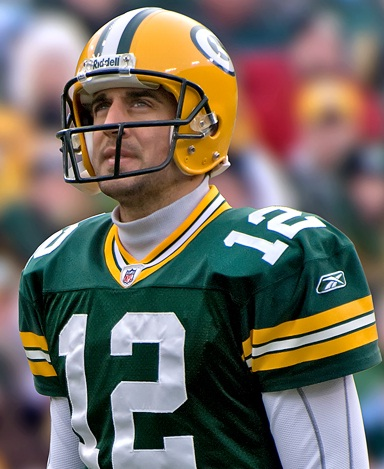
Nel 2014, Aaron Rodgers fu premiato per la seconda volta in carriera come MVP della lega.

| Premio                            | Vincitore         | Ruolo                             | Squadra              |
| --------------------------------- | ----------------- | --------------------------------- | -------------------- |
| MVP della NFL                     | Aaron Rodgers     | Quarterback                       | Green Bay Packers    |
| Giocatore offensivo dell'anno     | DeMarco Murray    | Running back                      | Dallas Cowboys       |
| Difensore dell'anno               | J.J. Watt         | Defensive end                     | Houston Texans       |
| Allenatore dell'anno              | Bruce Arians      | Capo-allenatore                   | Arizona Cardinals    |
| Rookie offensivo dell'anno        | Odell Beckham Jr. | Wide receiver                     | New York Giants      |
| Rookie difensivo dell'anno        | Aaron Donald      | Defensive tackle                  | St. Louis Rams       |
| Comeback Player of the Year       | Rob Gronkowski    | Tight end                         | New England Patriots |
| Pepsi Rookie of the Year          | Teddy Bridgewater | Quarterback                       | Minnesota Vikings    |
| Walter Payton NFL Man of the Year | Thomas Davis      | Linebacker                        | Carolina Panthers    |
| PWFA dirigente dell'anno          | Jerry Jones       | Propr./Presidente/General Manager | Dallas Cowboys       |
| MVP del Super Bowl                | Tom Brady         | Quarterback                       | New England Patriots |

### All-Pro team
I seguenti giocatori furono inseriti nella prima formazione ideale della stagione All-Pro dall'Associated Press:
| Attacco          | Attacco                                         |
| ---------------- | ----------------------------------------------- |
| Quarterback      | Aaron Rodgers, Green Bay                        |
| Running back     | DeMarco Murray, Dallas Le'Veon Bell, Pittsburgh |
| Fullback         | John Kuhn, Green Bay                            |
| Wide receiver    | Antonio Brown, Pittsburgh Dez Bryant, Dallas    |
| Tight end        | Rob Gronkowski, New England                     |
| Offensive tackle | Tyron Smith, Dallas Joe Thomas, Cleveland       |
| Offensive guard  | Marshal Yanda, Baltimore Zack Martin, Dallas    |
| Centro           | Maurkice Pouncey, Pittsburgh                    |

| Difesa             | Difesa                                                |
| ------------------ | ----------------------------------------------------- |
| Defensive end      | J.J. Watt, Houston Mario Williams, Buffalo            |
| Defensive tackle   | Ndamukong Suh, Detroit Marcell Dareus, Buffalo        |
| Outside linebacker | Justin Houston, Kansas City Elvis Dumervil, Baltimore |
| Inside linebacker  | Luke Kuechly, Carolina Bobby Wagner, Seattle          |
| Cornerback         | Darrelle Revis, New England Richard Sherman, Seattle  |
| Safety             | Earl Thomas, Seattle Eric Weddle, San Diego           |

| Kicker        | Adam Vinatieri, Indianapolis |
| Punter        | Pat McAfee, Indianapolis     |
| Kick returner | Adam Jones, Cincinnati       |

### Premi settimanali e mensili
| Sett./ Mese | Offensivo Giocatore della settimana/mese | Offensivo Giocatore della settimana/mese | Difensivo Giocatore della settimana/mese | Difensivo Giocatore della settimana/mese | Special Team Giocatore della settimana/mese | Special Team Giocatore della settimana/mese |
| Sett./ Mese | AFC                                      | NFC                                      | AFC                                      | NFC                                      | AFC                                         | NFC                                         |
| ----------- | ---------------------------------------- | ---------------------------------------- | ---------------------------------------- | ---------------------------------------- | ------------------------------------------- | ------------------------------------------- |
| 1           | Julius Thomas (Broncos)                  | Matt Ryan (Falcons)                      | Cameron Wake (Dolphins)                  | DeAndre Levy (Lions)                     | Dan Carpenter (Bills)                       | Matt Bryant (Falcons)                       |
| 2           | Antonio Gates (Chargers)                 | Darren Sproles (Eagles)                  | Chandler Jones (Patriots)                | Kyle Fuller (Bears)                      | C.J. Spiller (Bills)                        | Ted Ginn (Cardinals)                        |
| 3           | Andrew Luck (Colts)                      | Matt Ryan (Falcons)                      | Corey Liuget (Chargers)                  | Kam Chancellor (Seahawks)                | Justin Tucker (Ravens)                      | Devin Hester (Falcons)                      |
| 4           | Jamaal Charles (Chiefs)                  | Aaron Rodgers (Packers)                  | J.J. Watt (Texans)                       | Antoine Bethea (49ers)                   | Nick Novak (Chargers)                       | Darren Sproles (Eagles)                     |
| Sett.       | Philip Rivers (Chargers)                 | DeMarco Murray (Cowboys)                 | J.J. Watt (Texans)                       | DeAndre Levy (Lions)                     | Pat McAfee (Colts)                          | Jon Ryan (Seahawks)                         |
| 5           | Demaryius Thomas (Broncos)               | Russell Wilson (Seahawks)                | Marcell Dareus (Bills)                   | Julius Peppers (Packers)                 | Tank Carder (Browns)                        | Phil Dawson (49ers)                         |
| 6           | Joe Flacco (Ravens)                      | Tyron Smith (Cowboys)                    | Jurrell Casey (Titans)                   | Ezekiel Ansah (Lions)                    | Pat McAfee (Colts)                          | Chandler Catanzaro (Cardinals)              |
| 7           | Peyton Manning (Broncos)                 | Aaron Rodgers (Packers)                  | Telvin Smith (Jaguars)                   | Keenan Robinson (Redskins)               | Chris Jones (Patriots)                      | Stedman Bailey (Rams)                       |
| 8           | Ben Roethlisberger (Steelers)            | Larry Fitzgerald (Cardinals)             | Louis Delmas (Dolphins)                  | Anthony Barr (Vikings)                   | Knile Davis (Chiefs)                        | Kai Forbath (Redskins)                      |
| Ott.        | Tom Brady (Patriots)                     | DeMarco Murray (Cowboys)                 | Von Miller (Broncos)                     | Everson Griffen (Vikings)                | Jarvis Landry (Dolphins)                    | Shayne Graham (Saints)                      |
| 9           | Ben Roethlisberger (Steelers)            | Jeremy Maclin (Eagles)                   | Brent Grimes (Dolphins)                  | Junior Galette (Saints)                  | Julian Edelman (Patriots)                   | Justin Bethel (Cardinals)                   |
| 10          | Justin Forsett (Ravens)                  | Aaron Rodgers (Packers)                  | Jaiquawn Jarrett (Jets)                  | Patrick Peterson (Cardinals)             | Anthony Sherman (Chiefs)                    | Darren Sproles (Eagles)                     |
| 11          | Jonas Gray (Patriots)                    | Mike Evans (Buccaneers)                  | J. J. Watt (Texans)                      | Chris Borland (49ers)                    | Mike Scifres (Chargers)                     | Greg Zuerlein (Rams)                        |
| 12          | Justin Forsett (Ravens)                  | Eddie Lacy (Packers)                     | Charles Woodson (Raiders)                | Kam Chancellor (Seahawks)                | Anthony Dixon (Bills)                       | Josh Huff (Eagles)                          |
| 13          | Ryan Fitzpatrick (Texans)                | Drew Brees (Saints)                      | D'Qwell Jackson (Colts)                  | Richard Sherman (Seahawks)               | Josh Scobee (Jaguars)                       | Adam Thielen (Vikings)                      |
| Nov.        | Andrew Luck (Colts)                      | Aaron Rodgers (Packers)                  | Mario Williams (Bills)                   | Connor Barwin (Eagles)                   | Justin Tucker (Ravens)                      | Matt Bryant (Falcons)                       |
| 14          | Le'Veon Bell (Steelers)                  | Cam Newton (Panthers)                    | Elvis Dumervil (Ravens)                  | Devon Kennard (Giants)                   | Ryan Allen (Patriots)                       | Tavon Austin (Rams)                         |
| 15          | Jeremy Hill (Bengals)                    | Dez Bryant (Cowboys)                     | Aqib Talib (Broncos)                     | Glover Quin (Lions)                      | De'Anthony Thomas (Chiefs)                  | Chandler Catanzaro (Cardinals)              |
| 16          | Philip Rivers (Chargers)                 | Russell Wilson (Seahawks)                | Dre Kirkpatrick (Bengals)                | Clay Matthews (Packers)                  | Randy Bullock (Texans)                      | Matt Bosher (Falcons)                       |
| 17          | C.J. Anderson (Broncos)                  | Aaron Rodgers (Packers)                  | Jonathan Newsome (Colts)                 | Roman Harper (Panthers)                  | Antonio Brown (Steelers)                    | Micah Hyde (Packers)                        |
| Dic.        | Antonio Brown (Steelers)                 | Tony Romo (Cowboys)                      | J.J. Watt (Texans)                       | Bobby Wagner (Seahawks)                  | Connor Barth (Broncos)                      | Justin Bethel (Cardinals)                   |

| Mese  | Rookie del mese            | Rookie del mese       |
| Mese  | Offensivo                  | Difensivo             |
| ----- | -------------------------- | --------------------- |
| Sett. | Kelvin Benjamin (Panthers) | Kyle Fuller (Bears)   |
| Ott.  | Sammy Watkins (Bills)      | C.J. Mosley (Ravens)  |
| Nov.  | Odell Beckham (Giants)     | Chris Borland (49ers) |
| Dic.  | Odell Beckham (Giants)     | C.J. Mosley (Ravens)  |